# Apanteles alarius
Apanteles alarius är en stekelart som beskrevs av Kotenko 1986. Apanteles alarius ingår i släktet Apanteles och familjen bracksteklar. Inga underarter finns listade i Catalogue of Life.